# Hermann Horner
Hermann Horner fue un bajo-barítono nacido en Rzeszów (actual Polonia) el 30 de enero de 1892 y asesinado por los nazis en 1942.

## Biografía
Cantó el papel de Titurel de Parsifal en el Festival de Bayreuth de 1928.
El día del boicot nazi de negocios judíos en 1933 el cantante fue despedido del teatro de Stuttgart e informado que no volvería a cantar. Se trasladó a Rzeszów y luego a Checoslovaquia donde trabajó en el teatro de Aussig hasta 1935.
Murió en el campo de exterminio de Belzec hacia 1942. Toda su familia fue asesinada.